# Rusudan di Georgia (imperatrice di Trebisonda)
Rusudan (in georgiano რუსუდანი?; fl. XIII secolo) imperatrice di Trebisonda, è stata la prima moglie di Manuele I di Trebisonda e madre dell'imperatrice Teodora. Di lei si sa ben poco di certo.

## Famiglia
Rusudan è comunemente considerata un membro della dinastia dei Bagrationi. Szabolcs de Vajay ha sostenuto che Rusudan era probabilmente una figlia illegittima di Giorgi IV Lasha. Tuttavia, Michel Kuršanskis sostiene che Rusudan non poteva essere altro che una popolana e l'amante dell'imperatore Manuele. In primo luogo, Kuršanskis nota che non era usanza georgiana chiamare i figli con il nome dei genitori. "Questo dovrebbe essere sufficiente per indicare che Rusudan non poteva essere una figlia dell'omonima regina", scrive. Fa notare che nella Cronaca di Michele Panareto è l'unica delle tre donne che gli diedero figli a non essere chiamata kyra, cioè "signora". Infine, Rusudan è descritta semplicemente come "proveniente dall'Iberia" e non viene detto nulla sulla sua ascendenza.

## Imperatrice
Rusudan è menzionata brevemente nella Cronaca di Michele Panareto. "La signora Teodora Comnena, prima figlia del signore Manuele il Grande Comneno di Rusudan dall'Iberia" Attingendo a fonti georgiane, Kuršanskis suggerisce che Rusudan morì nel 1247.
Manuele ebbe almeno due figlie la cui madre non è menzionata e che potrebbero essere figli di Rusudan. Una delle figlie sposò Demetrio II di Georgia, l'altra sposò uno dei suoi Didebul. Sebbene nelle genealogie moderne sia citato come nome, "Didebul" era in realtà un titolo. Secondo "The Bagrationi (Bagration) Dynasty" di Christopher Buyers, i Didebul erano "nobili non ereditari di alto rango, superiori all'aznaur, di solito goduti da chi era al servizio dello Stato".